# Gamla Allén
Gamla Allén är en drygt 500 meter lång allégata längs med Södra Vägen i stadsdelen Heden i Göteborg. Den sträcker sig mellan Engelbrektsgatan och Nya Allén. 

## Historik
Tanken att det skulle finnas en allégata vid Heden "till stadens prydnad och inwånarnas mera nöje vid promenader" fanns redan 1787 och utfördes året därpå, men den befintliga allén planterades under 1820-talet. Tidigare kallades denna allé för Nya Alléen, men namnet ändrades till Gamla Allén 1815. Bakom alléns uppkomst låg assessor Fredrik Georg Kall och Göteborgs borgmästare Daniel Pettersson.
Från början fanns det en tredje rad med träd mitt emellan de nuvarande två raderna.